# 阿尔塞斯
阿尔塔薛西斯四世·阿尔塞斯（古波斯楔形文字：𐎠𐎼𐎫𐎧𐏁𐏂𐎠 Artaxšaça；?—前336年），波斯阿契美尼德王朝国王（公元前338年—公元前336年在位）阿尔塔薛西斯三世的幼子。
宦官兼宰相巴果亞斯維齊爾谋杀阿尔塔薛西斯三世与其他子嗣后，将其拥立。马其顿国王腓力二世借口其拒绝代替父亲赔偿损失而入侵小亚细亚。
前336年巴果亞斯因阿尔塞斯反对自己专权，殺之，子女亦遇難，改立旁系公族大流士三世即位。